# Centro de Estudios de Castilla-La Mancha
El Centro de Estudios de Castilla-La Mancha (CECLM) se puso en funcionamiento en el año 1996 y desde entonces viene desarrollando una importante labor desde la Facultad de Letras, en el campus de Ciudad Real de la Universidad de Castilla-La Mancha, donde se encuentra ubicado actualmente.

## Historia
Durante los primeros años de funcionamiento, el Centro formaba parte de la Biblioteca Universitaria, pero a partir de 1999 pasó a depender del Vicerrectorado de Investigación, lo que supuso un importante apoyo.
En un primer momento, se desarrollaron fundamentalmente actividades vinculadas con la bibliografía y la heurística, poniéndose a disposición de la Comunidad Universitaria, de toda la sociedad de Castilla-La Mancha y de personas interesadas de cualquier parte del mundo, toda una serie de documentos e informaciones bibliográficas.
Las actividades realizadas en el CECLM tratan de complementar los proyectos que los institutos de estudios de la región y otras instituciones de ámbito provincial vienen desarrollando desde hace varios años como el Instituto de Estudios Albacetenses (IEA), el Instituto de Estudios Manchegos (IEM), la Institución de Cultura Marqués de Santillana, el Instituto Provincial de Investigaciones y Estudios Toledanos (IPIET) y la Real Academia de Bellas Artes y Ciencias Históricas de Toledo (RABACHT).
En el año 2001 dio comienzo una nueva fase con el nombramiento de su equipo directivo. A las actividades realizadas desde 1996, hay que sumar otras relacionadas más directamente con la cultura, la docencia y la investigación, gracias a las cuales, el CECLM se ha dotado de una nueva orientación y de este modo se ha reafirmado su vocación como centro de investigación.
Recientemente, el CECLM ha sido galardonado en los Premios Comunicación de la Cadena Ser Ciudad Real por ser un referente para los investigadores, premio que reconoce la labor que viene desempeñando desde 1996 y su importante trabajo.

## Actividades
Las principales actividades desarrolladas en el CECLM, relacionadas con la documentación, la bibliografía y la investigación, se pueden concretar de la siguiente forma:
- Apoyo a la docencia y a la investigación: El Centro de Estudios de Castilla-La Mancha cumple una de sus misiones gracias al apoyo que en él encuentran los quehaceres docentes de diversas disciplinas y como ayuda para las tareas investigadoras. Con esos objetivos se han realizado trabajos que han servido para dotar al Centro de un número importante de recursos documentales y bibliográficos.
- Tareas divulgativas: Potenciar actividades encaminadas a extender los conocimientos sobre Castilla-La Mancha, siempre dentro de un marco general de referencia. Para ello, se han celebrado jornadas, ciclos de conferencias, seminarios o congresos temáticos sobre diversos aspectos relacionados con Castilla-La Mancha, con su historia, su arte o su literatura. Asimismo se han realizado exposiciones sobre temas muy diversos en diferentes ciudades de la región, para lo que se ha buscado la colaboración con otras instituciones u organizaciones.
- Actividades investigadoras: Potenciación de la actividad investigadora referida a Castilla-La Mancha, pero siempre en un contexto mucho más amplio, con el desarrollo de proyectos concretos, que han reunido a importantes investigadores.

## Difusión en la Red

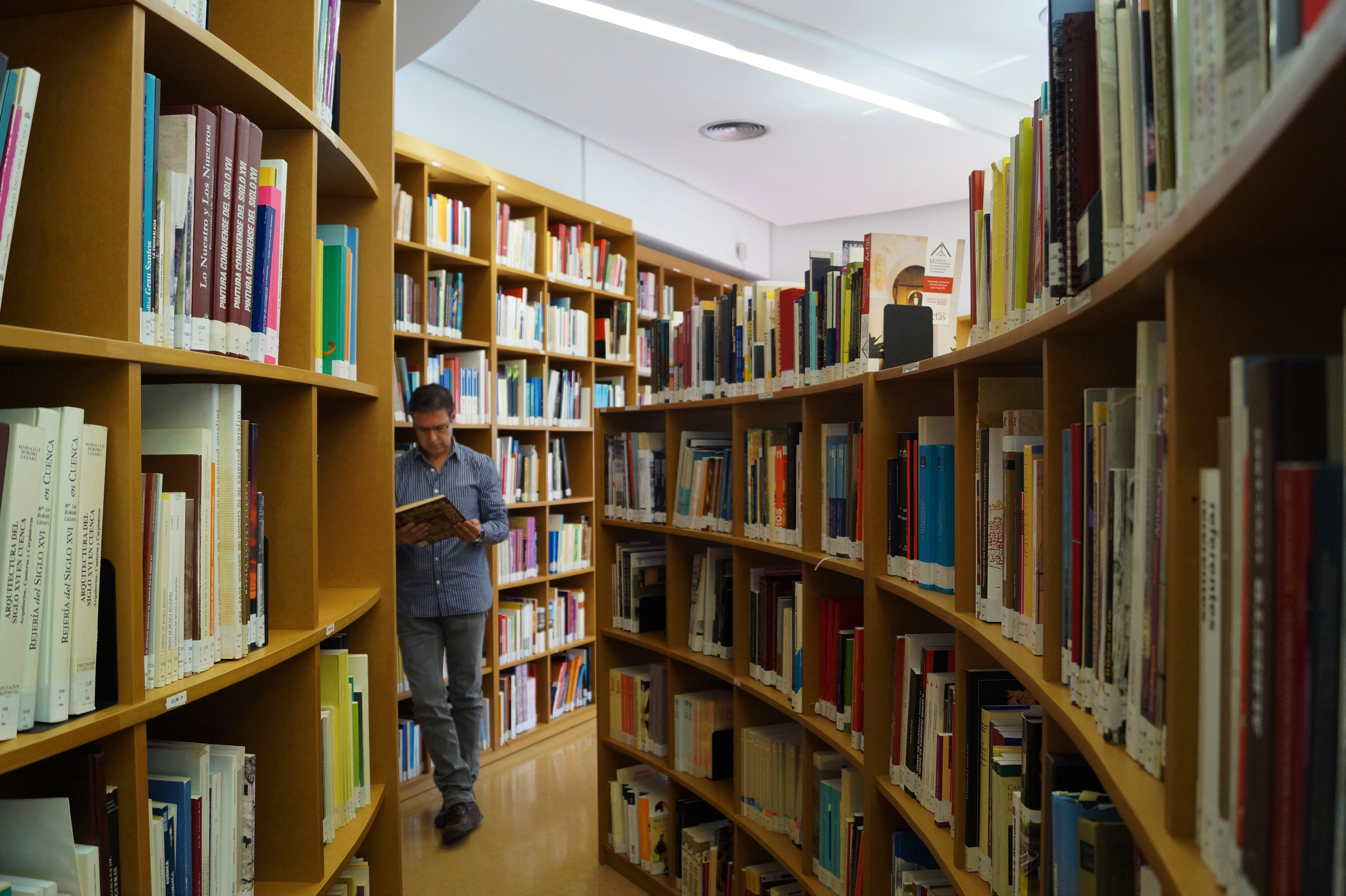
Sala de lectura del CECLM.

El deseo de difundir el patrimonio bibliográfico que atesora el CECLM ha sido uno de los pilares de trabajo desde su creación. Para ello, el primer paso fue la potenciación de su página web para conseguir una presencia virtual en todo el mundo. No menos importante es la labor llevada a cabo en Flickr. Las redes sociales han posibilitado la difusión de las imágenes y han permitido su acceso al gran público a través de la Red. En este sentido, en octubre de 2012 se decidió abrir una cuenta en la red social con una motivación muy clara: dar a conocer la creciente colección de imágenes que desde 1996 se venía acumulando. Debido a la variada tipología de imágenes del fondo (fotografías, postales, grabados, ilustraciones o ephemera) y debido a la vocación regional del Centro, se decidió establecer una clasificación primaria de las imágenes aprovechando la estructura que Flickr permite de colecciones/álbumes. De esta forma, se definieron como colecciones las cinco provincias de Castilla-La Mancha más otra colección regional para aquellos documentos gráficos que tuvieran como temática principal la región en su conjunto. Paralelamente a estas colecciones se definieron otras como “Actividades del CECLM”, “Revistas ilustradas”, “Guerra Civil Española” o “Iconografía popular de Don Quijote”; las dos últimas constituyen una de las líneas prioritarias de investigación del Centro.
En un segundo nivel de clasificación se crearon álbumes que, bajo un título específico y una descripción, definen el contenido de imágenes con el propósito de mantener un ritmo de publicación constante. Desde entonces, ya son cerca de 200 los seguidores con los que cuenta el perfil y más de 4000 los documentos digitalizados y disponibles a través de él. Ese empeño principal de poner a disposición de las personas interesadas toda una serie de fuentes se ha producido hasta el momento por diferentes medios, destacando una actividad pionera en España como es la creación de una Biblioteca Virtual con gran volumen de libros, documentos escritos y sonoros, prensa actual e histórica digitalizada mediante OCR y otros tipos de documentos históricos, accesible todo ello a través de la página web del Centro.
Esta biblioteca está conformada por más de 1 700 000 páginas digitalizadas que se corresponden con más de 77 000 ejemplares de prensa, 270 libros, más de 440 números de revistas de estudios regionales y cerca de 800 títulos de materiales gráficos entre los que se encuentran fotografías, postales o ilustraciones.
Gracias a este proyecto, con documentación de las cinco provincias castellano-manchegas, el investigador tiene a su disposición un importante número de materiales sonoros, videográficos y fotográficos, pero ante todo, dos hemerotecas virtuales. La hemeroteca histórica ofrece las colecciones de un centenar de títulos de la comunidad. Por otro lado, se proporcionan colecciones íntegras de una treintena de revistas en curso de publicación o recientes, revistas culturales, económicas o de actualidad, con sus contenidos íntegros. Este proyecto crece mes a mes y supone una valiosa aportación para el historiador de la comunicación interesado en esta extensa región. 
Por ello, aunque ubicado físicamente en el campus de Ciudad Real, la utilización adecuada de las nuevas tecnologías está posibilitando que el Centro tenga un carácter verdaderamente regional, abierto a muy diversas facetas e instituciones y poco a poco se ha convertido en un referente cultural e investigador en las cinco provincias de Castilla-La Mancha.

## Publicaciones

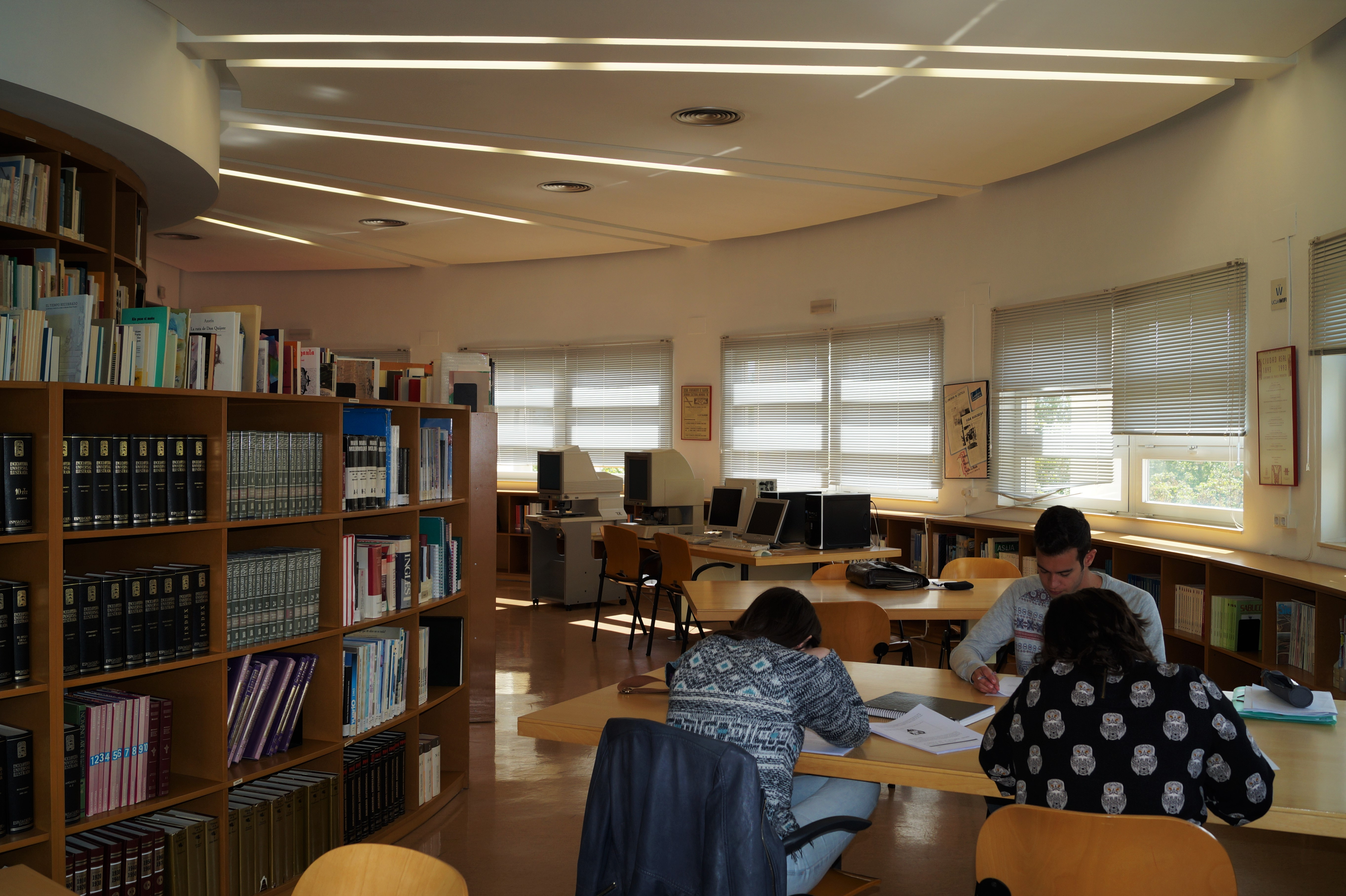
Sala de trabajo del CECLM.

- Artículos de Prensa Castilla-La Mancha
- Biografías de Castilla-La Mancha
- Colección Almud
- Colección Almud fotografía
- Colección audiovisual
- Colección Documenta
- Quixote Ex-Libris
- Revista Añil: Cuadernos de Castilla-La Mancha
- Otras publicaciones
- Catálogos de exposiciones